# Santiago-Pontones
Santiago-Pontones é um município da Espanha na província de Jaén, comunidade autónoma da Andaluzia, de área 684 km² com população de 3944 habitantes (2007) e densidade populacional de 6,12 hab/km².

## Demografia
| Variação demográfica do município entre 1991 e 2004 | Variação demográfica do município entre 1991 e 2004 | Variação demográfica do município entre 1991 e 2004 | Variação demográfica do município entre 1991 e 2004 |
| --------------------------------------------------- | --------------------------------------------------- | --------------------------------------------------- | --------------------------------------------------- |
| 1991                                                | 1996                                                | 2001                                                | 2004                                                |
| 5075                                                | 5021                                                | 4267                                                | 4172                                                |